# Энсенада (Нижняя Калифорния)
Энсена́да (исп. Ensenada) — город в Мексике, штат Нижняя Калифорния, входит в состав одноимённого муниципалитета и является его административным центром. Население 460 075 человек (2005). Входит в сеть творческих городов ЮНЕСКО с 2015 года.

## История
Когда первые европейские исследователи прибыли в этот регион, его населяло племя квечанов. Коренные полукочевые народы проживали в долинах Сьерра-де-сан-Педро-Мартир и Сьерра-де-Хуарес. Хуан Родригес Кабрильо в XVI веке достиг бухты всех святых (Байя Тодос Сантос), которая граничит с современным городом и в 1542 году здесь был основан город Сан-Матео. В 1602 году исследователь Себастьян Вискаино в поисках безопасных гаваней заметил этот город и переименовал его в Энсенада де Тодос лос Сантос.
В XVII—XVIII веках постоянное поселение здесь основали иезуиты, которых позднее прогнали доминиканцы в 1768 году, а в 1805 здесь обосновался и построил дом Хосе Мануил Руис Карильо, назначенный губернатором Нижней Калифорнии. В 1882 году Энсенаду назначили столицей штата, но мексиканская революция 1910—1917 годов помешала развитию города, а в 1915 году столицу перенесли в Мехикали. К 1930 году население Энсенады составляло 5000 человек, но к 1950 году выросло десятикратно.

## Климат
| Показатель                    | Янв. | Фев. | Март | Апр. | Май  | Июнь | Июль | Авг. | Сен. | Окт. | Нояб. | Дек. | Год  |
| ----------------------------- | ---- | ---- | ---- | ---- | ---- | ---- | ---- | ---- | ---- | ---- | ----- | ---- | ---- |
| Абсолютный максимум, °C       | 32   | 34   | 38,5 | 41   | 41   | 43   | 36   | 37   | 43,5 | 41,5 | 38,5  | 36   | 43,5 |
| Средний суточный максимум, °C | 19,7 | 20   | 20,1 | 21   | 21,8 | 23   | 25,2 | 26,3 | 26,2 | 24,5 | 22,3  | 20   | 22,5 |
| Средняя температура, °C       | 13,6 | 14   | 14,6 | 15,7 | 17,2 | 18,8 | 20,9 | 22   | 21,3 | 18,9 | 16,1  | 13,7 | 17,2 |
| Средний суточный минимум, °C  | 7,5  | 8    | 9    | 10,5 | 12,6 | 14,5 | 16,7 | 17,7 | 16,4 | 13,3 | 9,9   | 7,5  | 12   |
| Абсолютный минимум, °C        | −1,6 | −3,6 | 0    | −6   | 3,5  | 2,5  | 1    | 8,5  | 6,5  | 0,8  | −0,7  | −3   | −6   |
| Норма осадков, мм             | 50,1 | 50,2 | 50,5 | 21   | 3,9  | 1,1  | 0,8  | 1,8  | 4,1  | 12,2 | 26,1  | 36,2 | 258  |
| Источник:                     |      |      |      |      |      |      |      |      |      |      |       |      |      |